# Dylan Teuns
Dylan Teuns (født 1. marts 1992 i Diest) er en professionel belgisk cykelrytter. Han cykler for UCI World Tour-holdet Cofidis.

## Meritter
2009
2. plads, Nationale mesterskaber i enkeltstart for U23
6. plads, Flandern Rundt for juniorer
2010
1. plads, Omloop Het Nieuwsblad for juniorer
2012
4. plads samlet, Ronde de l'Isard
2013
1. plads, 1. etape, Triptych Ardennes
3. plads samlet, Ronde de l'Isard
5. plads, Liège-Bastogne-Liège Espoirs
9. plads, Memorial Van Coningsloo
2014
1. plads, 5. etape, Tour de l'Avenir
1. plads, 3. etape, Giro della Valle d'Aosta
1. plads  Ungdomskonkurrencen Tour of Utah
2. plads samlet, Tour de Bretagne Cycliste
1. plads  Ungdomskonkurrencen
1. plads, 3. etape
2. plads, Liège-Bastogne-Liège Espoirs
2. plads, Omloop Het Nieuwsblad Beloften
2. plads, Piccolo Giro di Lombardia
6. plads, Grand Prix de Wallonie
10. plads samlet, Tour of Britain
2015
1. plads, 3. etape (TTT) Critérium du Dauphiné
3. plads, Volta Limburg Classic
4. plads samlet, Belgien Rundt
2016
10. plads, Volta Limburg Classic
2017
1. plads  Samlet Tour de Wallonie
1. plads  Pointkonkurrencen
1. plads, 3. og 5. etape
1. plads  Samlet Polen Rundt
1. plads, 3. etape
1. plads  Samlet Arctic Race of Norway
1. plads  Pointkonkurrencen
1. plads  Ungdomskonkurrencen
1. plads, 1. og 4. etape
3. plads, La Flèche Wallonne
8. plads, Grand Prix Pino Cerami